# Киаксар
Киаксар (на староперсийски език: 𐎢𐎺𐎧𐏁𐎫𐎼 Uvaxštra, на старогръцки: Κυαξάρης; Cyaxares the Great or Hvakhshathra) е цар на Мидия според Херодот от 625 пр.н.е. до 585 пр.н.е.
Той е син и наследник на Фраорт (упр. 665-633 пр.н.е.). Роден e в Екбатана (днес - Хамадан). Баща му пада убит в битка против асирийците, ръководени от Ашурбанипал, царят на Асирия. След това скитите завладяват страната. Киаксар убива цар Мадий и освобождава мидийците от скитското господство.
Киаксар реорганизира и модернизира мидийската войска. През 614 пр.н.е. той се опитва да осъществи плана на баща си и да отстрани опасността от асирийците. Той не тръгва като баща си към столицата Ниневия, а превзема през месец Абу, който през тази година започвал на 12 юли, асирийския провинциален град Тарбирсу на Дияла. Оттук той планува нападение на Ниневия, но не успява да го нападне, понеже вавилонците с цар Набопаласар, които нападат Асирия от юг искат да го превземат. Той се съюзява с цар Набопаласар от Вавилония. Киаксар омъжва 585 пр.н.е. дъщеря си Амитис (ок. 630-565 пр.н.е.) с вавилонския тронпринц Навуходоносор II, синът на цар Набопаласар.
Киаксар тръгва веднага след това против скитите и успява да ги победи. Мидийците и вавилонците обединяват силите си. На 30 май 612 пр.н.е. започва обсадата на Ниневия, която завършва с победа на мидийците на 28 юли. Асирийският цар Син-шар-ишкун пада убит при нападението на града му. Мидийците разрушават напълно града и се връщат обратно на 7 септември.
През 610 пр.н.е. в Харан, въпреки египетската помощ за Ашур-убалит II следва прекратяването на Асирийското царство.
През 590 пр.н.е. мидийците завладяват Тушпа, столицата на Урарту, което води до изчезването на царството.
Киаксар умира след битката и е наследен от син му, Астиаг, който е по майчина линия дядо на Кир Велики чрез неговата дъщеря Мандане от Мидия.